# Zotac
Zotac Technology Ltd. ist ein Computer-Hardware-Unternehmen, gegründet 2006 in Hongkong. Die Produktpalette umfasst in erster Linie Grafikkarten auf Basis von Nvidia-Grafikchips, Mainboards und Mini-PCs.
Das Unternehmen ist Teil der PC Partner Group und beschäftigt weltweit über 6.000 Mitarbeiter, sein Hauptsitz befindet sich in Sha Tin, Hongkong. Des Weiteren besitzt es Zweigniederlassungen in der ganzen Welt, davon über vierzig Produktionsanlagen für Surface-mounted devices (SMD) in China.

## Produkte
Zotac produziert Grafikkarten unter eigenem Namen, bei denen meist Grafikchips von Nvidia zum Einsatz kommen. Zusätzlich werden Hauptplatinen mit Intel- und AMD-Sockeln sowie mit fest verlöteten Intel-Atom-Prozessoren hergestellt.
In Europa tritt Zotac hauptsächlich durch seine Kleinstrechner in Erscheinung, die auf Basis von Intel-Atom-, Intel-Core- (stromsparende T- oder U-Varianten) oder AMD-Fusion-Prozessoren angeboten werden. Derartige Computer werden oft als HTPC-Lösung verwendet und können sowohl als voll funktionsfähiges Modell oder alternativ als Bausatz bestellt werden.
Zum Übertakten von Zotac-Grafikkarten bietet Zotac das Tool Firestorm an. Ähnlich wie bei Nvidia nTune kann man hiermit die Takte und die Spannung der Grafikkarte verändern.

## Auszeichnungen
- 2021: Red Dot Design Award 2021: Zotac Gaming GeForce RTX 3080 AMP Holo Grafikkarte
- 2021: Red Dot Design Award 2021: Zotac Gaming GeForce RTX 3090 AMP Core Holo Grafikkarte
- 2021: Red Dot Design Award 2021: Zotac Magnus ONE EN73070C Mini-PC
- 2021: Computex d&i special awards 2021: Zotac Magnus One EN73070C Mini-PC
- 2020: Red Dot Design Award 2020: Zbox M Edge Mini-PC Serie
- 2019: iF Design Award 2019: VR GO 2.0 Backpack
- 2018: American Package Design Award: ZOTAC ZBOX Mini-PC
- 2018: iF Design Award 2018: Zbox Pi225 pico Mini-PC